# Грицьков Андрій Миколайович
Андрі́й Микола́йович Грицьков — бригадний генерал Збройних сил України.

## Біографія
На 2013 рік був депутатом Чернігівської міської ради і командиром 1-ї окремої танкової бригади.
22 січня 2014 року близько третьої години дня в Чернігові помітили 3 одиниці Т-64 з 1-ї танкової бригади. Андрій Грицьков з пресою не спілкувався.
У травні 2015 року Юрій Бутусов звинуватив Грицькова у зловживанні алкоголем. Він включив його до списку із трьох українських командирів, що найбільше ним зловживали.
На літо 2022 року був заступником командира Корпусу резерву Сухопутних військ Збройних Сил України.
У серпні 2022 року отримав звання бригадного генерала.
У листопаді 2022 року, за даними заступниці міністра оборони Ганни Маляр, Грицьков був одним з п'яти генералів командувачів у Херсонському контрнаступі.
Був призначений Залужним на посаду командувача ОУВ «Харків». Мар'яна Безугла згодом сказала, що Грицьков «забив на регоін». У квітні 2024 року його на цій посаді змінив генерал Юрій Галушкін.